# Birgit Rockmeier
Birgit Rockmeier (ur. 29 listopada 1973 w Moosburg an der Isar) – niemiecka lekkoatletka specjalizująca się w biegach sprinterskich, dwukrotna uczestniczka letnich igrzysk olimpijskich (Sydney 2000, Ateny 2004).
Bliźniacza siostra lekkoatletki Gabi Rockmeier.

## Sukcesy sportowe
- trzykrotna medalistka mistrzostw Niemiec w biegu na 100 metrów – złota (2005[1]) oraz dwukrotnie brązowa (1998[2], 2004[3])
- sześciokrotna medalistka mistrzostw Niemiec w biegu na 200 metrów – czterokrotnie srebrna (2001, 2002, 2004[4], 2005[5]) oraz dwukrotnie brązowa (1995, 1998)[6]
- dwukrotna medalistka mistrzostw Niemiec w biegu na 400 metrów – złota (2002) oraz brązowa (2003)[7]
- brązowa medalistka halowych mistrzostw Niemiec w biegu na 60 metrów (1998)[8]
- dziewięciokrotna medalistka halowych mistrzostw Niemiec w biegu na 200 metrów – trzykrotnie złota (2000, 2001, 2004), czterokrotnie srebrna (1996, 1997, 1998, 2003) oraz dwukrotnie brązowa (1993, 1995)[9]

| Rok  | Miasto    | Zawody                      | Konkurencja                      | Wynik                  |
| ---- | --------- | --------------------------- | -------------------------------- | ---------------------- |
| 1991 | Saloniki  | Mistrzostwa Europy juniorów | sztafeta 4 x 100 m               | złoty medal            |
| 1992 | Seul      | Mistrzostwa świata juniorów | sztafeta 4 x 100 m               | brązowy medal          |
| 1997 | Ateny     | Mistrzostwa świata          | sztafeta 4 x 100 m               | 4. miejsce             |
| 1998 | Walencja  | Halowe mistrzostwa Europy   | bieg na 200 m                    | 4. miejsce             |
| 1998 | Budapeszt | Mistrzostwa Europy          | sztafeta 4 x 100 m               | srebrny medal          |
| 1999 | Maebashi  | Halowe mistrzostwa świata   | bieg na 200 m                    | 6. miejsce             |
| 2000 | Gandawa   | Halowe mistrzostwa Europy   | bieg na 200 m                    | 4. miejsce             |
| 2001 | Lizbona   | Halowe mistrzostwa świata   | sztafeta 4 x 400 m               | brązowy medal          |
| 2001 | Edmonton  | Mistrzostwa świata          | sztafeta 4 x 100 m               | złoty medal            |
| 2002 | Monachium | Mistrzostwa Europy          | sztafeta 4 x 400 m bieg na 400 m | złoty medal 8. miejsce |
| 2003 | Paryż     | Mistrzostwa świata          | sztafeta 4 x 400 m               | 4. miejsce             |

## Rekordy życiowe
- bieg na 60 metrów (hala) – 7,33 – Fürth 18/01/1997
- bieg na 100 metrów – 11,33 – Wattenscheid 02/07/2005
- bieg na 200 metrów – 22,90 – Stuttgart 01/07/2001
- bieg na 200 metrów (hala) – 22,89 – Sindelfingen 15/02/1998
- bieg na 400 metrów – 51,45 – Dortmund 08/07/2000
- bieg na 400 metrów (hala) – 52,58 – Erfurt 02/02/2000